# Mougnon
Mougnon è un arrondissement del Benin situato nella città di Djidja (dipartimento di Zou) con 6.148 abitanti (dato 2006).